# Stilbula minispina
Stilbula minispina är en stekelart som beskrevs av John M. Heraty 2002. Stilbula minispina ingår i släktet Stilbula och familjen Eucharitidae. Inga underarter finns listade i Catalogue of Life.